# Place d’Albertas
Place d’Albertas – plac we francuskiej gminie Aix-en-Provence, w regionie Prowansja-Alpy-Lazurowe Wybrzeże. Przy placu znajdują się 4 budynki.  

## Historia
W 1724 roku Henri Rainaud d’Albertas zlecił Laurentowi Vallonowi zaprojektowanie wejścia do jego rezydencji. Projekt placu dokończył syn Laurenta, Georges Vallon. By Henri mógł zrealizować plany, kupił sąsiednie budynki i kazał je zburzyć. Prace kontynuował syn Henriego, Jean-Baptiste d’Albertas. Założenie ukończono w 1745 roku. 
W 1862 roku na placu zainstalowano fontannę, obecna została zaprojektowana przez uczniów miejscowej szkoły rzemieślniczej w 1912 roku. Od 2000 roku jest wpisany na listę zabytków.